# 劉永 (建文進士)
劉永（1375年—？），字思遠，直隸應天府句容縣人，民籍，明朝政治人物。進士出身。

## 生平
縣學生，應天府鄉試第一百七十名。建文二年（1400年）庚辰科會試第五十一名，殿試登進士三甲。

## 家族
曾祖父劉傑文、祖父劉蔚然，父亲劉彥脩。